# Steph Cook
Steph Cook, född den 7 februari 1972 i Irvine, Storbritannien, är en brittisk idrottare inom modern femkamp.
Hon tog OS-guld i damernas moderna femkamp i samband med de olympiska tävlingarna i modern femkamp 2000 i Sydney.